# Johann Meyer (Autor)

Johann Meyer

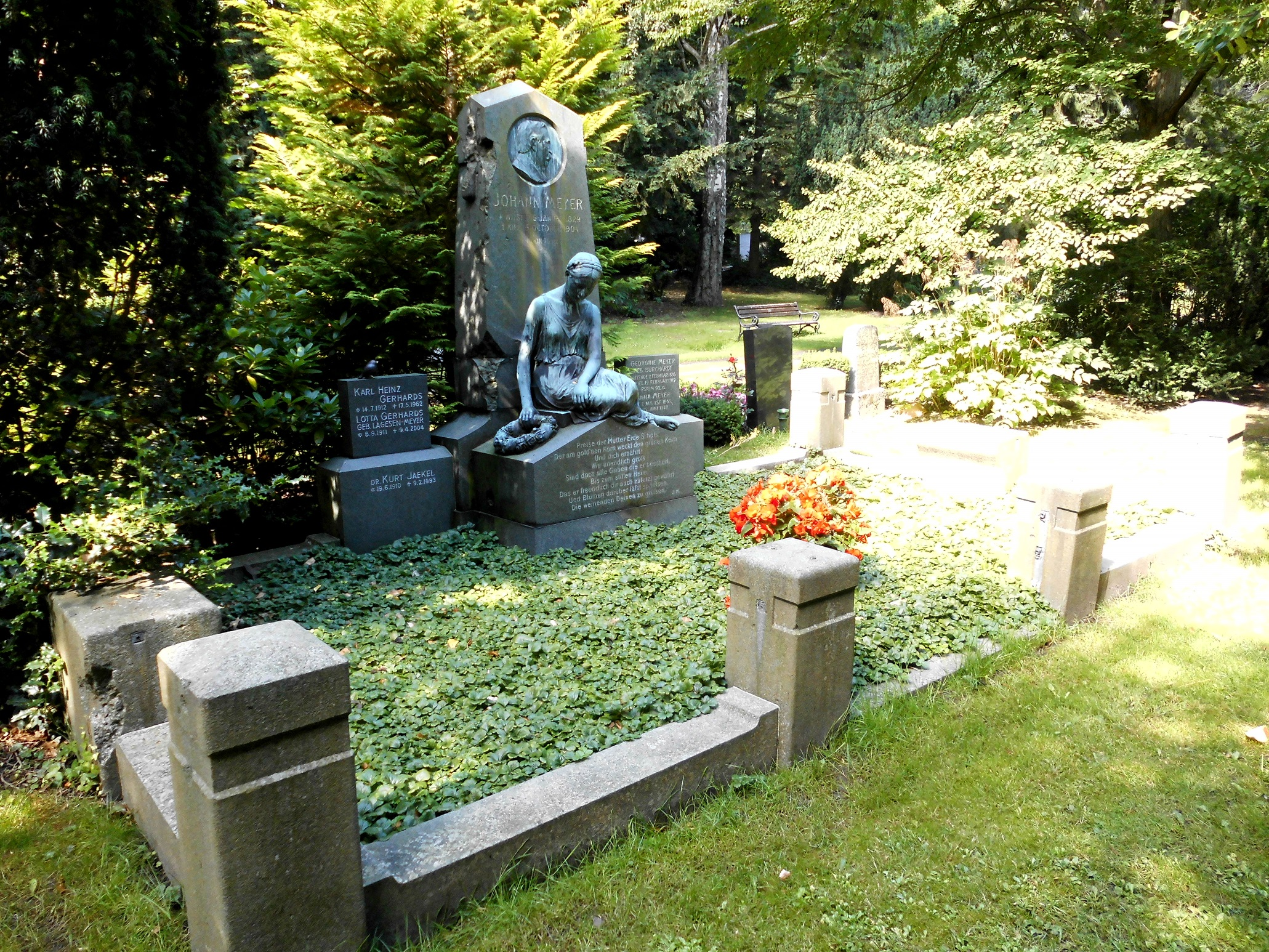
Grab Meyers auf dem Kieler Südfriedhof

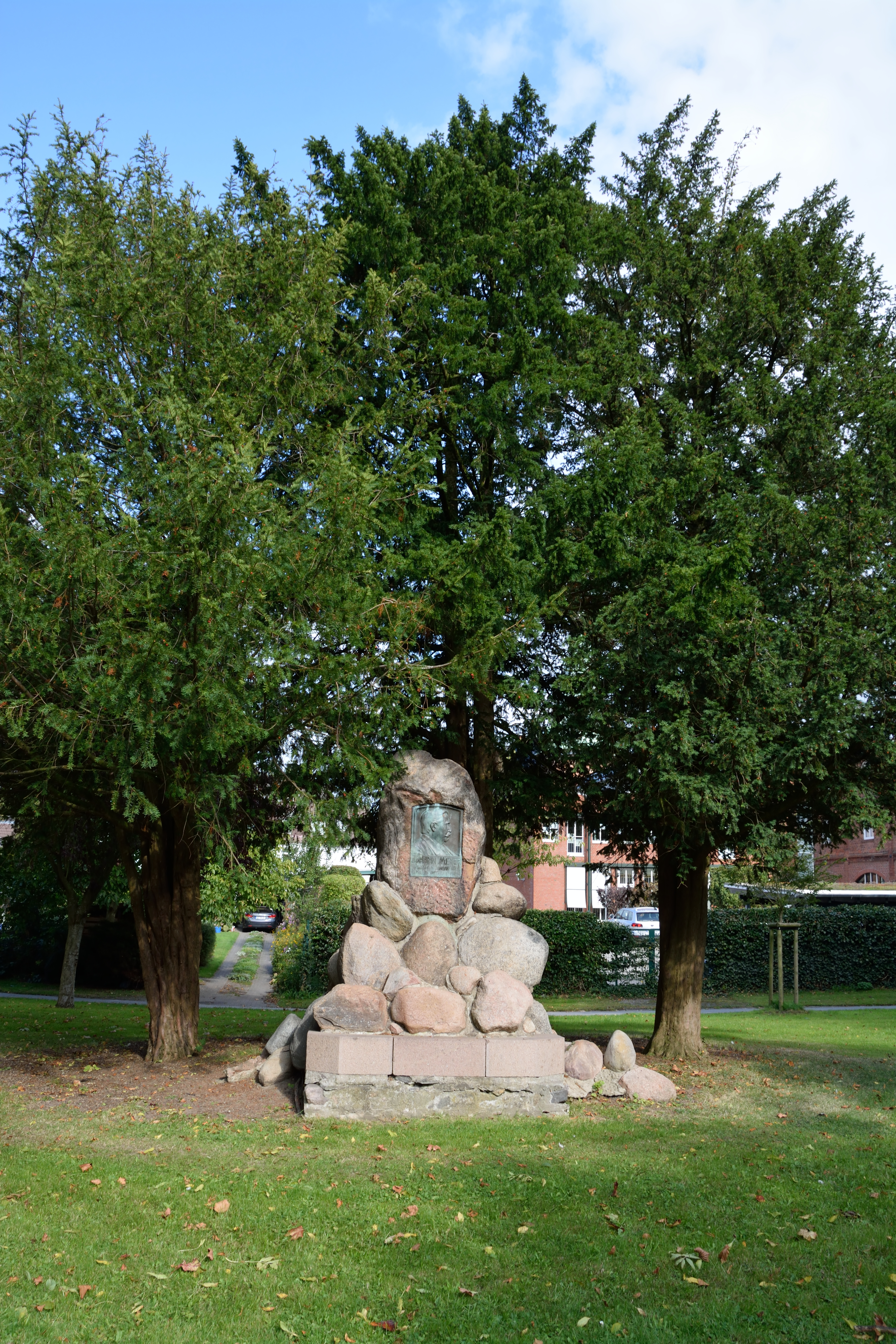
Denkmal im Stadtpark Wilster von Heinrich Mißfeldt

Johann Meyer (* 5. Januar 1829 in Wilster; † 15. Oktober 1904 in Kiel) war ein deutscher Schriftsteller.

## Leben
Johann Hinrich Otto Meyer war der älteste Sohn des Landwirts und Brennereibesitzers Otto Meyer (1803–1864) und dessen Ehefrau Christine Dorothea, geb. Lagesen (1801–1884). Bald nach seiner Geburt zog die Familie nach dem Dithmarscher Geestdorf Schaafstedt und 1838 nach Jörl. Meyer arbeitete bis zum 21. Lebensjahr als Zimmermann und Müller, ging dann auf das Gymnasium Meldorf, studierte von 1854 bis 1857 in Kiel und wurde danach Lehrer in Altona. 1859 wurde er Redakteur der Itzehoer Nachrichten. 1862 gründete er die psychiatrische Idioten-Anstalt in Kiel, die er als Direktor leitete.
Neben seinem Beruf war Meyer schriftstellerisch tätig, vor allem in plattdeutscher Sprache. Fritz Reuter und Alwine Wuthenow schätzten Meyers Gedichte, während Klaus Groth ihnen eher kritisch gegenüberstand. Zahlreiche Gedichte von Meyer wurden vertont, u. a. durch Emanuel Baldamus, Cornelius Gurlitt, Leon Jessel, Carl Reinecke, Claudius Serpenthien und L. Friedrich Witt.
Im Juli 1889 wurde Meyer der Kronenorden IV. Klasse verliehen.
Meyer wurde auf dem Kieler Südfriedhof beigesetzt. Das Grabmal schuf der Kieler Bildhauer Heinrich Mißfeldt.

## Werk
- Ditmarscher Gedichte. 1. Band. Hoffmann und Campe, Hamburg 1858. (Digitalisat)
- Ditmarscher Gedichte. 2. Band. Hoffmann und Campe, Hamburg 1859.
- Plattdeutscher Hebel. Eine freie Übersetzung der Hebel'schen allemannischen Gedichte. Hoffmann und Campe, Hamburg 1859. (Digitalisat)
- Aus dem Balladen-Cyclus, „Ut oln Tiden.“ I. Fru Powisch. II. Dat Begräbniß. In: Deutsche Kriegs- und Sieges-Lieder.  Gesammelt und herausgegeben von Heinrich Zeise. Altona, 1864, S. 77–80. (Digitalisat)
- Gröndunnersdag bi Eckernför. Eine episch-lyrische Dichtung in ditmarscher Mundart. Brauns, Leipzig 1873. (Digitalisat)
- Plattdeutsche Gedichte in ditmarscher Mundart. 2. Auflage, Verlag von J. F. Richter, Hamburg 1876; 3. Auflage, Lipsius & Tischer, Kiel o. J. (1886).
- Uns' ole Modersprak. Plattdeutscher Schwank in drei Akten. Richter, Hamburg.
- Hochdeutsche Gedichte. 2. Auflage, Lipsius & Tischer, Kiel 1887.
- Kleinigkeiten. Sinnsprüche in hochdeutscher Sprache. Richter, Hamburg.
- Johann Meyers Sämtliche Werke. Lipsius & Tischer, Kiel und Leipzig 1906.